# Abomei
Abomei ou Abomé é uma cidade do departamento Zou do Benim, antigamente a capital do antigo Reino de Daomé. Tem uma população de 92 266 (censos de 2013). O reino foi estabelecido em 1625. Os palácios reais de Abomei são um grupo de estruturas de argila construídas pelos fons entre meados do século XVII e o século XIX. Um dos mais famosos e historicamente significativos sítios tradicionais na África Ocidental, os palácios formam um dos Património Mundial da UNESCO.
A cidade era rodeada por uma muralha de argila com uma circunferência estimada em seis milhas, atravessada por seis portões, e protegida por uma vala de cinco pés de profundidade, preenchida com um denso crescimento da espinhosa acácia, a habitual defesa das fortalezas da África Ocidental. Dentro das muralhas aldeias foram separadas por áreas, vários palácios reais, um mercado local e uma grande praça que continham as barracas. Em novembro de 1892, Beanzim, o último rei independente que reinou o Daomé, sendo derrotado por forças coloniais francesas, ateou fogo em Abomei e fugiu em direção ao norte. A Administração colonial francesa reconstruiu a vila e uniu-a à costa por uma estrada de ferro.

## Palácios reais do Abomei
Os palácios reais do Abomei são um grupo de estruturas construídas de barro (argila) pelos fons entre meados do século XVII e finais do século XIX. Um dos locais tradicionais mais famosos e historicamente mais significativos na África ocidental, os palácios constituem um dos sítios considerados pela Organização das Nações Unidas para a Educação, a Ciência e a Cultura (UNESCO) em 1985 como Patrimônio da Humanidade e também como Patrimônio Mundial em perigo, devido aos estragos provocados por um ciclone.
A cidade era circundada por uma muralha de argila com uma circunferência estimada em seis milhas, atravessada por seis portões, e protegida por uma vala de 1,5 m de profundidade, preenchida com uma sebe densa de acácia espinhosa, a defesa usual das fortalezas africanas ocidentais. Dentro das paredes, estavam as vilas separadas por campos, por diversos palácios reais, por uma praça de mercado e por um campo grande que continha as choças. Em novembro de 1892, Beanzim, último rei independente do Daomé, sendo derrotado por forças coloniais francesas, ateou fogo a Abomei e fugiu para o norte. A administração colonial francesa reconstruiu a cidade e conectou-a com a costa por uma estrada de ferro, trazendo Abomei ao mundo moderno.
Quando a UNESCO designou os Palácios Reais de Abomei como Patrimônio da Humanidade em 1985, registou que "entre 1625 e 1900, doze reis sucederam um ao outro na cabeça do reino poderoso de Abomei. À excepção do arroçu Acabá, que usou um local separado, cada um teve seu palácio construído dentro da mesma área, considerando o uso do espaço e dos materiais de acordo com palácios precedentes. Os palácios reais de Abomei são a única lembrança deste reino desaparecido.".
Desde 1993, 50 dos 56 baixos-relevos que decoravam as paredes do palácio do rei Glelê (1858-1889) (denominado agora Salle des Bijoux ou "Sala das Jóias") foram removidos e substituídos na estrutura reconstruída. Os baixos-relevos trazem um código iconográfico que expressa a história e o poder dos fons.

## Confusão histórica
Para os não-africanos ocidentais, o Império do Benim que existiu historicamente do século X até 1897 era governado pelo obá do Benim, cuja capital se situava na atual Cidade do Benim na Nigéria, é facilmente confundido com a República do Benim, anteriormente Daomé a colónia francesa, vizinho à oeste da Nigéria.